# Miranda Robben
Miranda Schmidt-Robben (Klijndijk, 13 december 1986) is een Nederlandse handbalster die sinds augustus 2021 uitkomt voor Thüringer HC.